# Calceolaria cataractarum
Calceolaria cataractarum är en toffelblomsväxtart som beskrevs av U. Molau. Calceolaria cataractarum ingår i släktet toffelblommor, och familjen toffelblomsväxter. Inga underarter finns listade i Catalogue of Life.